# Jazzmuseum van Genua
Jazzmuseum van Genua (Italiaans: Museo del jazz di Genova) is een museum in Genua, Italië. Het werd in 2000 opgericht, tegelijk met het Italiaans Jazzinstituut dat studie en onderzoek naar jazzmuziek verricht. Beide zijn een initiatief van de Louisiana Jazz Club uit Genua. Ze zijn gevestigd op de begane grond – de Stanza del Jazz – van het Palazzo Ducale (Hertogelijk Paleis).
Het museum bezit meer dan 30.000 vinylplaten, cd's, geluidsbanden, cassettes en videobanden. Verder zijn er belangrijke historische documenten van Louis Armstrong, Duke Ellington, Billie Holiday en vele anderen.

## Geschiedenis

### Jazz in Genua
Jazzmuziek heeft altijd een belangrijke plaats gehad in Genua. De stad heeft de grootste zeehaven van Italië en heeft op deze manier altijd veel internationale contacten gehad, waaronder ook met Amerika. In de jaren twintig kwamen daarom ook de nieuwe muziekstijlen het eerst aan in Genua en ontstond er ook aandacht voor de jazz.
In 1922 vond een concert plaats van de Pelican Jazz Band dat van invloed was op muzikanten in Genua. In 1964 werd daarnaast de Louisiana Jazz Club opgericht die het verzamelpunt werd van jazzliefhebbers in de stad. De club organiseerde concerten en festivals waaraan ook internationaal bekende jazzmuzikanten meededen. In de jaren zeventig werd de Ellington Club opgericht waardoor het culturele klimaat in de stad nog meer werd gestimuleerd. De laatste was echter niet levensvatbaar op langere termijn.

### Oprichting
Rond de eeuwwisseling ontstond het idee om in het Palazzo Ducale een ruimte voor jazzmuziek in te richten. In 2000 werd het studie- en onderzoekscentrum en het museum door enkele personen en met steun van de gemeente geopend.

## Collectie
Het bevat een uitgebreide collectie grammofoonplaten (van 78, 45 en 33 toeren), cassettes, cd's, geluidsbanden en videobanden. Hiermee wordt een algeheel beeld van de grootste jazzmuzikanten uit de geschiedenis gegeven, onder wie Duke Ellington, Miles Davis, Billie Holiday, Louis Armstrong, Charlie Parker, John Coltrane, Thelonious Monk, Count Basie en anderen.
De collectie kwam tot stand door schenkingen van jazzliefhebbers. Er zijn in totaal zo'n 30.000 geluidsdragers. Daarnaast is er een uitgebreide afdeling documentatie met ruim 50.000 items, die bestaat uit boeken, tijdschriften en films over jazzmuziek.

## Activiteiten
Het museum organiseert concerten, bijeenkomsten, culturele manifestaties en videoconferenties. Er worden albums uitgebracht en discografisch onderzoek gedaan, en het brengt verder nog nieuwsberichten en andere publicaties uit.
Er worden platen beluisterd, films en documentaires vertoond en exposities van foto's en schilderijen gehouden. Het museum verkoopt cd's en jazztijdschriften, biedt informatie over jazzactiviteiten. Binnen het instituut bevindt zich ook een school voor jazzmuziek. Hier worden lessen in het bespelen van muziekinstrumenten gegeven en jamsessies georganiseerd.

## Nationaal online-jazzarchief
Aanvankelijk was het doel om op internet materiaal beschikbaar te stellen, zoals concertregistraties en interviews. Dit doel wordt nog steeds nagestreefd, maar ook wordt eraan gewerkt om materiaal van het museum te digitaliseren en zo voor iedereen ter beschikking te stellen. Het museum werkt hierin samen met de Jazz School in Siena, de Jazzcentrum St. Louis in Rome en de Civica scuola di musica in Milaan.